# Mélanie Bardis
Pour les articles homonymes, voir Bardis.
Mélanie Noël-Bardis, née le 13 mai 1986 à Ambilly est une haltérophile française. Elle est licenciée depuis 2008 au CA Évron haltérophilie. Elle est mère d'une petite fille.

## Palmarès

### Haltérophilie aux Jeux olympiques
- 7e en 2008 à Pékin, Chine
- 10e en 2012 à Londres, Royaume-Uni avec 166 kg (73 kg à l'arraché et 93 kg à l'épaulé-jeté).

### Championnats du monde
- 14e en -48 kg en 2011 à Paris

### Championnats d'Europe
- 6e en -48 kg en 2012 à Antalya, Turquie
- 2011 : 6e des championnats d’Europe (-48 kg) en Russie
- 2008 : médaillée de bronze aux championnats d’Europe à l’épaulé jeté

### Championnats de France
- 2012 : championne de France de Nationale 1B (-48 kg) avec le CA Évron
- 2011 : championne de France seniors individuel (-53 kg).
- 2009 : vice-championne de France senior en individuel et par équipe en Nationale 1A avec le CA Évron.
- 2008 : championne de France senior.